# آبشار سدار راک کریک
آبشار سدار راک کریک (به انگلیسی: Cedar Rock Creek Falls) آبشاری است که در جنگل ملی پیزگاه، کارولینای شمالی، ایالات متحده آمریکا واقع شده و ارتفاع کلی ریزشگاه آن ۲۰ فوت (۶٫۱ متر) است.